# Liste des rois de Bourgogne

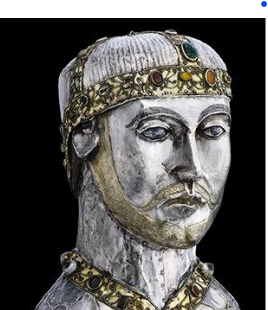
Reliquaire représentant la tête d'un homme portant la couronne de Bourgogne

Cet article dresse la liste des souverains des différents royaumes bourguignons, selon les formes successives du pouvoir exercé.
soit:
- Le royaume des Burgondes (411–534)
- Le Premier royaume de Bourgogne (534-843)
- Le royaume de Basse-Bourgogne (879-933)
- Le royaume de Haute-Bourgogne (888-933)
- Le Second Royaume de Bourgogne ou Royaume d'Arles (933-1378)
- L'état bourguignon (1363-1512)

## Royaume des burgondes
- ???-407 : Gebica ;
- ???-??? : Godomar Ier avec ses frères :

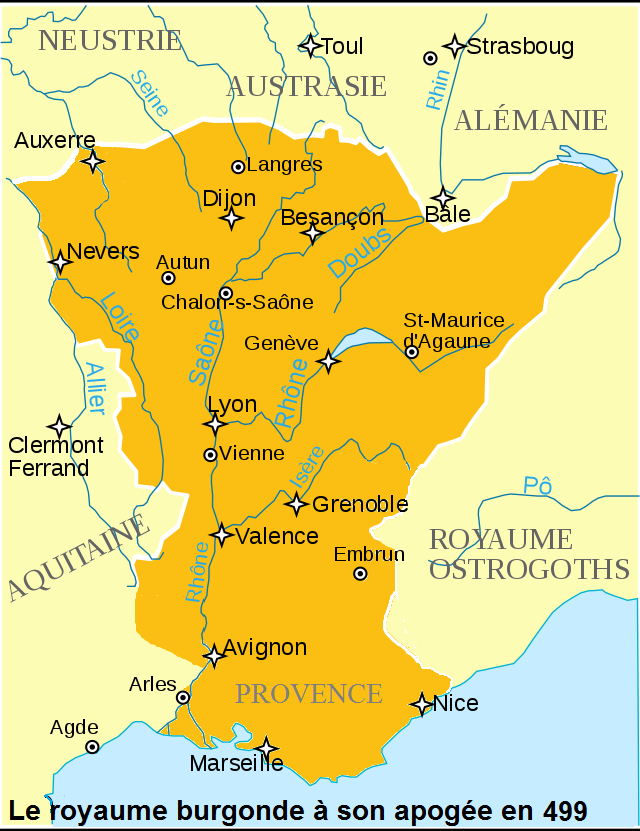
Le royaume Burgonde au Ve siècle

  -  ???-??? : Gislehaire (Geislehar),
  - 385-437 : Gonthier (Gunther) († 437) ;
- 437-480 : Chilpéric Ier (Hilperic) et son frère :
  - Gondioc († 470) ;
- 480-516 : Gondebaud (Gundobald), roi à Genève puis de toute la Burgondie en 500, fils de Gondioc, avec ses frères :
  - Chilpéric II, roi à Lyon († 486), père de Clotilde, épouse de Clovis Ier, roi des Francs,
  - Godomar II, roi à Vienne († 486),
  - Godégisile, roi à Besançon (Godogeisal) († 500) ;
- 516-524 : Sigismond (Sigismund), fils du précédent ;
- 524-534 : Godomar III, frère du précédent.

## Conquête mérovingienne
En 534, le royaume est conquis par les fils de Clovis Ier et partagé entre :
- Thibert Ier († 548) ;
- Childebert Ier († 558) ;
- Clotaire Ier († 561).

## Royaume franc de Bourgogne

### Période mérovingienne

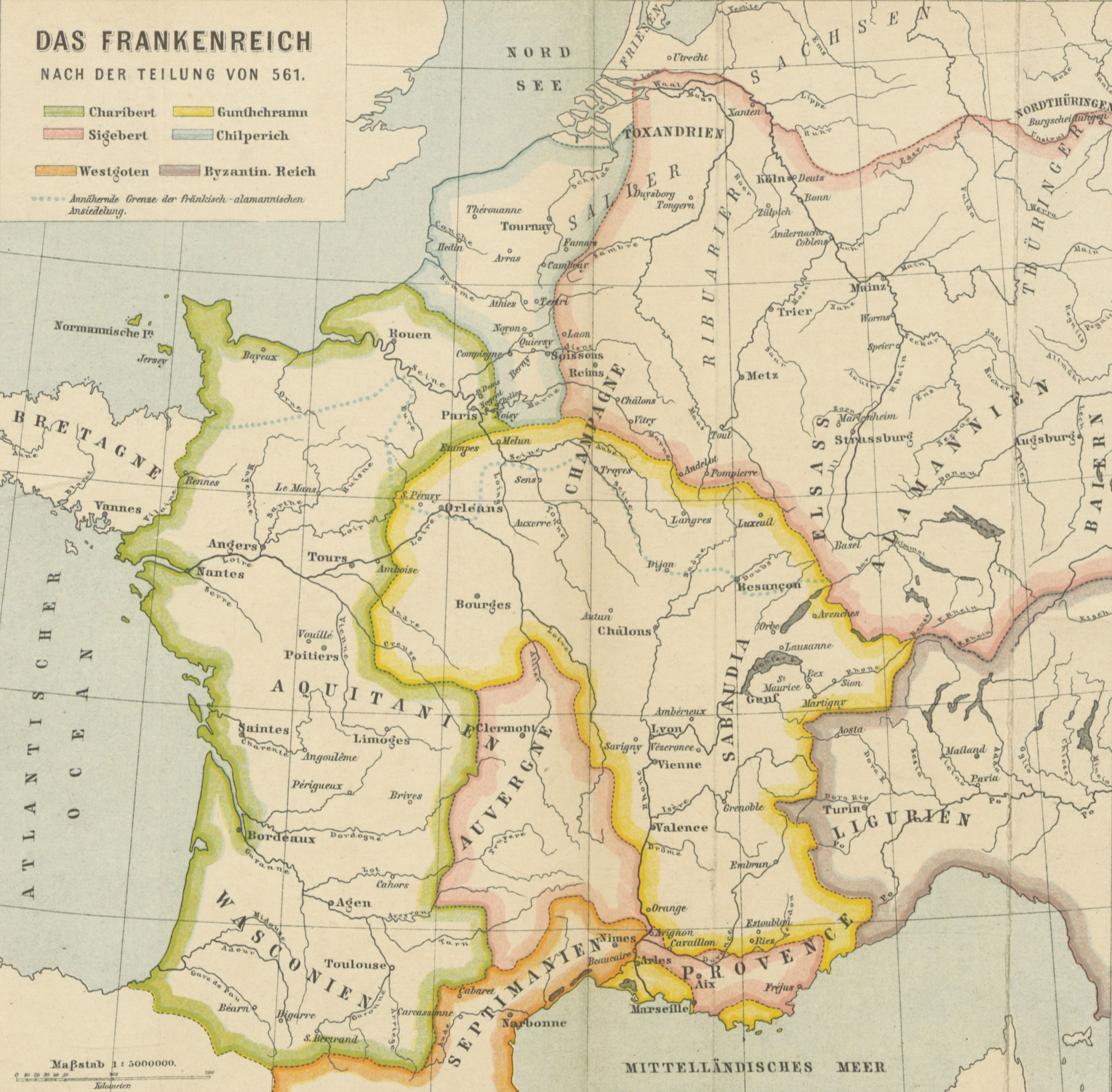
Le royaume de Bourgogne au VIe siècle sous les mérovingiens (entouré en jaune)

- Le royaume de Bourgogne au VIe siècle sous les mérovingiens (entouré en jaune)561-592 : Gontran, fils de Clotaire Ier ;
- 592-596 : Childebert II, fils de Sigebert Ier, neveu du précédent ;
- 596-613 : Thierry II, fils du précédent ;
- 613-613 : Sigebert II, fils du précédent ;
- 613-629 : Clotaire II, fils de Chilpéric Ier, petit-fils de Clotaire Ier, cousin du précédent ;
- 629-639 : Dagobert Ier, fils du précédent ;
- 639-657 : Clovis II, fils du précédent ;
- 657-673 : Clotaire III, fils du précédent ;
- 673-673 : Thierry III, frère du précédent ;
- 673-675 : Childéric II, frère du précédent ;
- 675-691 : Thierry III, de nouveau ;
- 691-695 : Clovis IV, fils du précédent ;
- 695-711 : Childebert IV, frère du précédent ;
- 711-715 : Dagobert III, fils du précédent ;
- 715-721 : Chilpéric II ;
- 721-737 : Thierry IV, fils de Dagobert III ;
- 737-743 : interrègne ;
- 743-751 : Childéric III.

### Période carolingienne

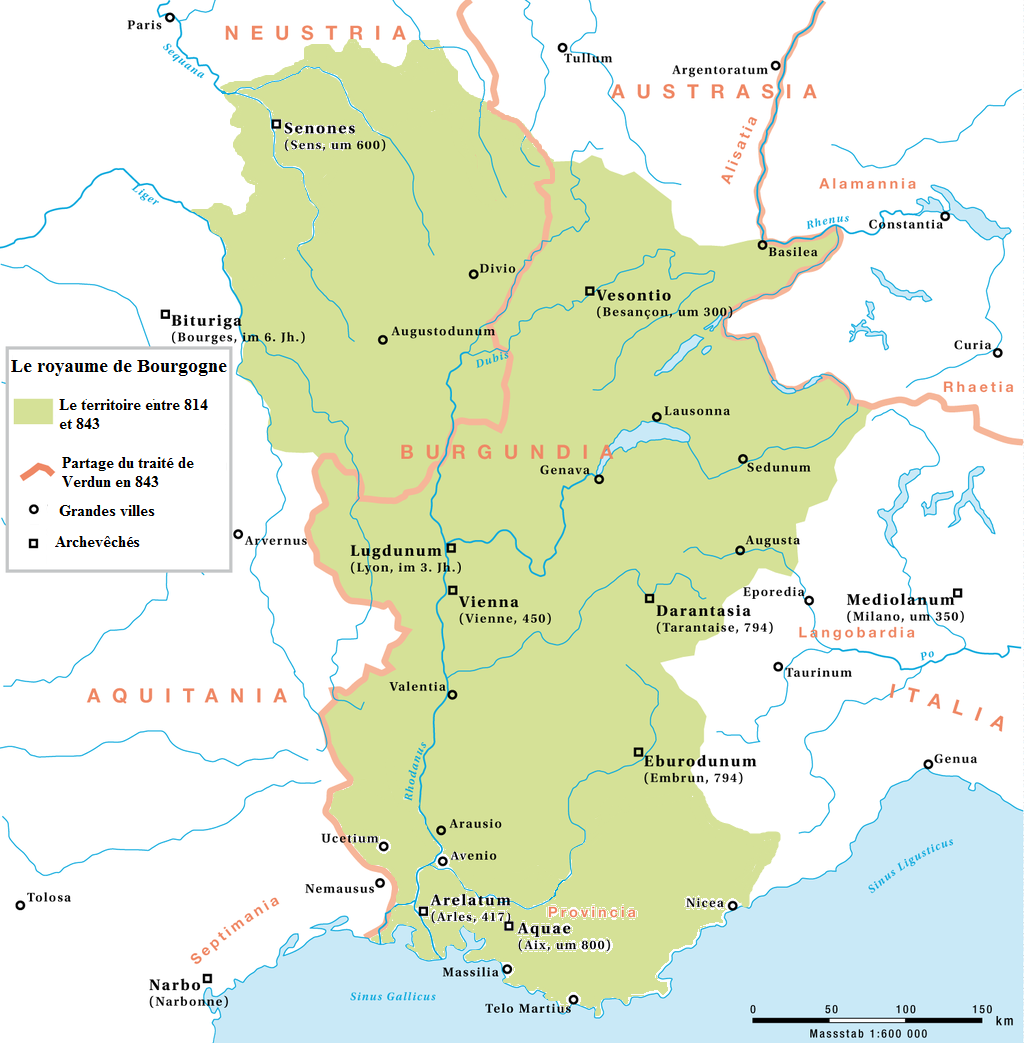
Le royaume de Bourgogne au début du IXe siècle avant le Traité de Verdun de 843.

Pendant cette période, le royaume de Bourgogne cesse d'apparaître comme une entité géopolitique avec les Carolingiens (à partir de Charles Martel quand il unifie les Royaumes francs). Celui-ci divise le royaume de Bourgogne (maintenant sans roi) en quatre commandements, ayant chacun son gouverneur : Bourgogne provençale ou Arlésienne, Bourgogne cisjurane, Bourgogne franque et Bourgogne alémanique.
- 751-768 : Pépin le Bref, de la famille des Carolingiens ;
- 768-771 : Carloman Ier, fils du précédent ;
- 771-814 : Charlemagne, frère du précédent.

Avec Charlemagne, le royaume de Bourgogne se fond dans l'empire d'Occident, reconstitué en 800.
- 814-840 : Louis le Pieux, fils du précédent ;
- 840-855 : Lothaire Ier, fils du précédent ;
- 855-863 : Charles (845-† 25 janvier 863), roi de Provence (cependant son royaume comprenait aussi la Bourgogne), fils du précédent ;
- 863-875 : Louis II le Jeune, roi d'Italie, frère du précédent ;
- 875-877 : Charles II le Chauve, roi de France, empereur, oncle des précédents, frère de Lothaire Ier, fils de Louis Ier le Pieux ;
- 877-879 : Louis II le Bègue, fils du précédent.

Avec l'affaiblissement du pouvoir des rois carolingiens, plusieurs nobles vont se proclamer roi de Bourgogne, ou roi sur des terres de l'ancien royaume de Bourgogne.

## Royaumes de Haute et Basse Bourgogne
| Bourgogne Transjurane (Rodolphiens) | Bourgogne Transjurane (Rodolphiens) | Bourgogne Cisjurane et Provence (Bivinides) | Bourgogne Cisjurane et Provence (Bivinides) |
| ----------------------------------- | ----------------------------------- | ------------------------------------------- | --- |
|                                     |                                     | 879-882 et 884-887                          | Boson († 887), comte de Provence puis proclamé roi à Vienne en 879. |
| 888-911                             | Rodolphe Ier                        | 882-884 et 887-890                          | reprise en mains par les rois carolingiens, une guerre oppose Boson de Provence à Richard le Justicier, comte d'Autun, et qui représente Charles III le Gros. La deuxième période correspond à un interrègne consécutif à la mort de Boson de Provence et marqué par la régence d'Ermengarde, épouse du défunt. |
| 888-911                             | Rodolphe Ier                        | 890-928                                     | Louis III l'Aveugle († 928), fils de Boson, proclamé roi de Provence en 890, empereur d'Occident en 901, aveuglé en 905. Après 905 et l'aveuglement de Louis III, le royaume fut administré par Hugues, comte d'Arles, qui le donna ensuite en 934 à Rodolphe II, roi de Bourgogne transjurane.                 |
| 912-937                             | Rodolphe II, fils du précédent      | 890-928                                     | Louis III l'Aveugle († 928), fils de Boson, proclamé roi de Provence en 890, empereur d'Occident en 901, aveuglé en 905. Après 905 et l'aveuglement de Louis III, le royaume fut administré par Hugues, comte d'Arles, qui le donna ensuite en 934 à Rodolphe II, roi de Bourgogne transjurane.                 |

## Royaume d'Arles ou second royaume de Bourgogne

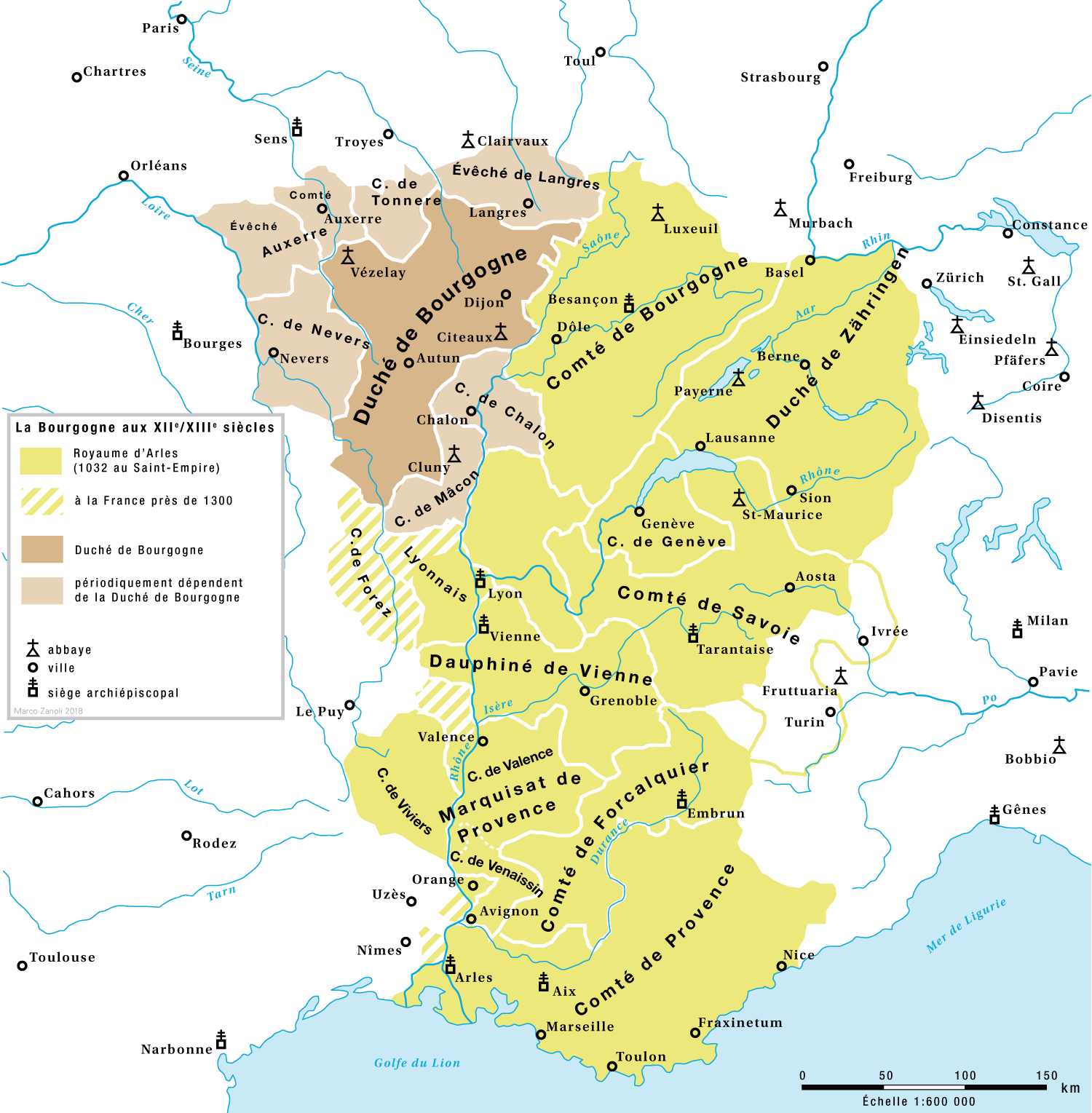
Le royaume d'Arles et le duché de Bourgogne aux.

### Histoire
L'union des deux royaumes fut dénommée royaume des Deux Bourgognes, royaume de Bourgogne ou royaume d'Arles. Le 6 septembre 1032, à la mort de Rodolphe III, une lutte s’engage entre l’empereur germanique Conrad II le Salique — désigné héritier du royaume bourguignon par le roi défunt — et l’autre neveu de celui-ci, le comte de Blois et de Troyes Eudes II, l’héritier le plus direct de Rodolphe. C'est le conflit de la succession de Bourgogne (1032-1034), qui, après deux ans de luttes entre les deux cousins, tourne à l'avantage de l'empereur qui intègre le royaume dans l'Empire. Les empereurs du Saint empire deviennent de facto, rois d'Arles. Certains se feront couronnés à Arles, comme Frédéric Ier Barberousse le 30 juillet 1178, par l'archevêque d'Arles. Beaucoup d’empereurs se désintéresseront de ce royaume.
Le 4 juin 1365, Charles IV, roi de Bohême, se fait couronner comme son prédécesseur Frédéric Barberousse, roi d'Arles, à la cathédrale Saint-Trophime d'Arles. Il est le dernier roi d'Arles.

### Les roi d'Arles

#### Dynastie rodolphienne
| Portrait     | Nom                                                          | Début du règne | Fin du règne     | Notes                                                            |
| ------------ | ------------------------------------------------------------ | -------------- | ---------------- | ---------------------------------------------------------------- |
| Conrad II    | Rodolphe II de Bourgogne (Entre 880 et 885 – 12 juillet 937) | 928            | 937              | Roi de Haute-Bourgogne (912-937) et de Basse-Bourgogne (933-937) |
|              | Conrad III le pacifique (925 – 19 octobre 993, Vienne)       | 937            | 19 octobre 993   | ,                                                                |
| Rodolphe III | Rodolphe III le pieux (966 – 6 septembre 1032, Lausanne)     | 993            | 6 septembre 1032 | Se fait couronner à Payerne.                                     |

#### Dynastie franconienne
| Portrait  | Nom                                                                | Début du règne   | Fin du règne     | Notes                                                                 |
| --------- | ------------------------------------------------------------------ | ---------------- | ---------------- | --------------------------------------------------------------------- |
| Conrad II | Conrad II le Salique (990 – 4 juin 1039, Utrecht)                  | 26 mars 1027     | 4 juin 1039      | Roi de Germanie, Roi d'Italie, Roi d'Arles Fils d'Henri de Franconie. |
| Henri III | Henri III le Noir (28 octobre 1017 – 5 octobre 1056, Bodfeld (en)) | 25 décembre 1046 | 5 octobre 1056   | ,                                                                     |
| Henri IV  | Henri IV (11 novembre 1050, Goslar – 7 août 1106, Liège)           | 31 mai 1084      | 31 décembre 1105 |                                                                       |
| Henri V   | Henri V (11 août 1086, Goslar – 23 mai 1125, Utrecht)              | 12 février 1111  | 23 mai 1125      | Se fait couronner roi d'Arles à Saint-Trophime en 1038                |

#### Maison de Supplimbourg
| Portrait     | Nom                                                         | Début du règne | Fin du règne    | Notes |
| ------------ | ----------------------------------------------------------- | -------------- | --------------- | ----- |
| Lothaire III | Lothaire III le Saxon (9 juin 1075, Unterlüß – 4 juin 1137) | 4 juin 1133    | 4 décembre 1137 |       |

#### Maison de Hohenstaufen
| Portrait     | Nom                                                                                  | Début du règne | Fin du règne      | Notes                                            |
| ------------ | ------------------------------------------------------------------------------------ | -------------- | ----------------- | ------------------------------------------------ |
|              | Conrad III (1093 – 15 février 1152, Bamberg)                                         | 7 mars 1138    | 15 février 1152   |                                                  |
| Frédéric Ier | Frédéric Ier Barberousse (1122 – 10 juin 1190, rivière Göksu Nehri)                  | 18 juin 1155   | 10 juin 1190      | Se fait couronner roi d'Arles le 30 juillet 1178 |
|              | Henri VI le Sévère ou le Cruel (Novembre 1165, Nimègue – 28 septembre 1197, Messine) | 15 avril 1191  | 28 septembre 1197 |                                                  |

#### Famille Welf
| Portrait | Nom                                                          | Début du règne | Fin du règne    | Notes |
| -------- | ------------------------------------------------------------ | -------------- | --------------- | ----- |
|          | Otton IV (Vers 1175, Normandie – 19 mai 1218, Harzburg (en)) | 4 octobre 1209 | 25 juillet 1215 |       |

#### Maison de Hohenstaufen
| Portrait | Nom                                                                 | Début du règne  | Fin du règne     | Notes |
| -------- | ------------------------------------------------------------------- | --------------- | ---------------- | ----- |
|          | Frédéric II (26 décembre 1194, Jesi – 13 décembre 1250, Fiorentino) | 23 juillet 1215 | 13 décembre 1250 |       |

#### Maisons de Habsbourg, de Luxembourg et de Wittelsbach
| Portrait | Nom                                                                   | Début du règne     | Fin du règne     | Notes                                                                                                   |
| -------- | --------------------------------------------------------------------- | ------------------ | ---------------- | --- |
|          | Rodolphe Ier de Habsbourg (1er mai 1218 – 15 juillet 1291 à Spire)    | 1er septembre 1273 | 15 juillet 1291  | |
|          | Adolphe (v. 1250 - 2 juillet 1298, Göllheim)                          | 5 mai 1292         | 23 juin 1298     | |
|          | Albert Ier de Habsbourg (juillet 1255 - 1er mai 1308)                 | 23 juin 1298       | 1er mai 1308     | |
|          | Henri VII (1275, Valenciennes – 24 août 1313, Buonconvento)           | 29 juin 1312       | 24 août 1313     | |
|          | Louis IV le Bavarois (1er avril 1282, Munich – 11 octobre 1347, Puch) | 17 janvier 1328    | 11 octobre 1347  | |
|          | Charles IV (14 mai 1316, Křivoklát – 29 novembre 1378, Prague)        | 5 avril 1355       | 29 novembre 1378 | Dernier roi d'Arles détenant un pouvoir réel et effectif. Se fait couronner roi d'Arles le 4 juin 1365. |

## L'état bourguignon

### Les princes de l'état bourguignon
| Portrait | Nom                  | Naissance        | Règne                               | Blason |  |
| -------- | -------------------- | ---------------- | ----------------------------------- | ------ |  |
|          | Philippe le Hardi    | 15 janvier 1342  | 6 septembre 1363 – 27 avril 1404    |        |  |
|          | Jean sans Peur       | 28 mai 1371      | 27 avril 1404 – 10 septembre 1419   |        |  |
|          | Philippe le Bon      | 31 juillet 1396  | 10 septembre 1419 – 15 juin 1467    |        |  |
|          | Charles le Téméraire | 21 novembre 1433 | 15 juin 1467 – 5 janvier 1477       |        |  |
|          | Marie de Bourgogne   | 13 février 1457  | 5 janvier 1477 – 27 mars 1482       |        |  |
|          | Philippe le Beau     | 22 juillet 1478  | 27 mars 1482 – 25 septembre 1506    |        |  |
|          | Charles Quint        | 24 février 1500  | 25 septembre 1506 – 25 octobre 1555 |        |  |